# Bismarcklederkop
De bismarcklederkop (Philemon cockerelli) is een zangvogel uit de familie van de honingeters. Deze soort behoort tot een groep van nauw verwante soorten lederkoppen op eilanden in het oosten van de Indische Archipel zoals de manuslederkop (P. albitorques), morotailederkop (P. fuscicapillus), ceramlederkop (P. subcorniculatus), burulederkop (P. moluccensis), tanimbarlederkop (P. plumigenis), Timorese helmlederkop (P. buceroides)  en Eichhorns lederkop (P. eichhorni).

## Verspreiding en leefgebied
De soort komt voor op de eilanden Nieuw-Brittannië en Umboi van de Bismarck-archipel en telt twee ondersoorten:
- P. c. umboi: Umboi.
- P. c. cockerelli: Nieuw-Brittannië.

## Status
De grootte van de populatie is niet gekwantificeerd, maar de vogel is algemeen in het laagland en er is niets bekend over trends. Om deze reden staat deze lederkop als niet bedreigd op de Rode Lijst van de IUCN.